# Горшихино
Горшихино — деревня в Шиковской волости Островского района Псковской области.
Расположена в 49 км к востоку от города Острова и в 7 км к северу от волостного центра, деревни Шики. Южнее расположена деревня Подмогилье.
Численность населения деревни по состоянию на 2000 год составляла 14 человек.